# Häntäsaari (ö i Egentliga Tavastland)
Häntäsaari är en ö i Finland. Den ligger i sjön Renkajärvi och i kommunen Hattula i den ekonomiska regionen  Tavastehus ekonomiska region  och landskapet Egentliga Tavastland, i den södra delen av landet, 100 km nordväst om huvudstaden Helsingfors. Öns area är 0,3 hektar och dess största längd är 170 meter i sydöst-nordvästlig riktning.